# Euphyia cymaria
Euphyia cymaria är en fjärilsart som beskrevs av Butler 1889. Euphyia cymaria ingår i släktet Euphyia och familjen mätare. Inga underarter finns listade i Catalogue of Life.